# Speedo

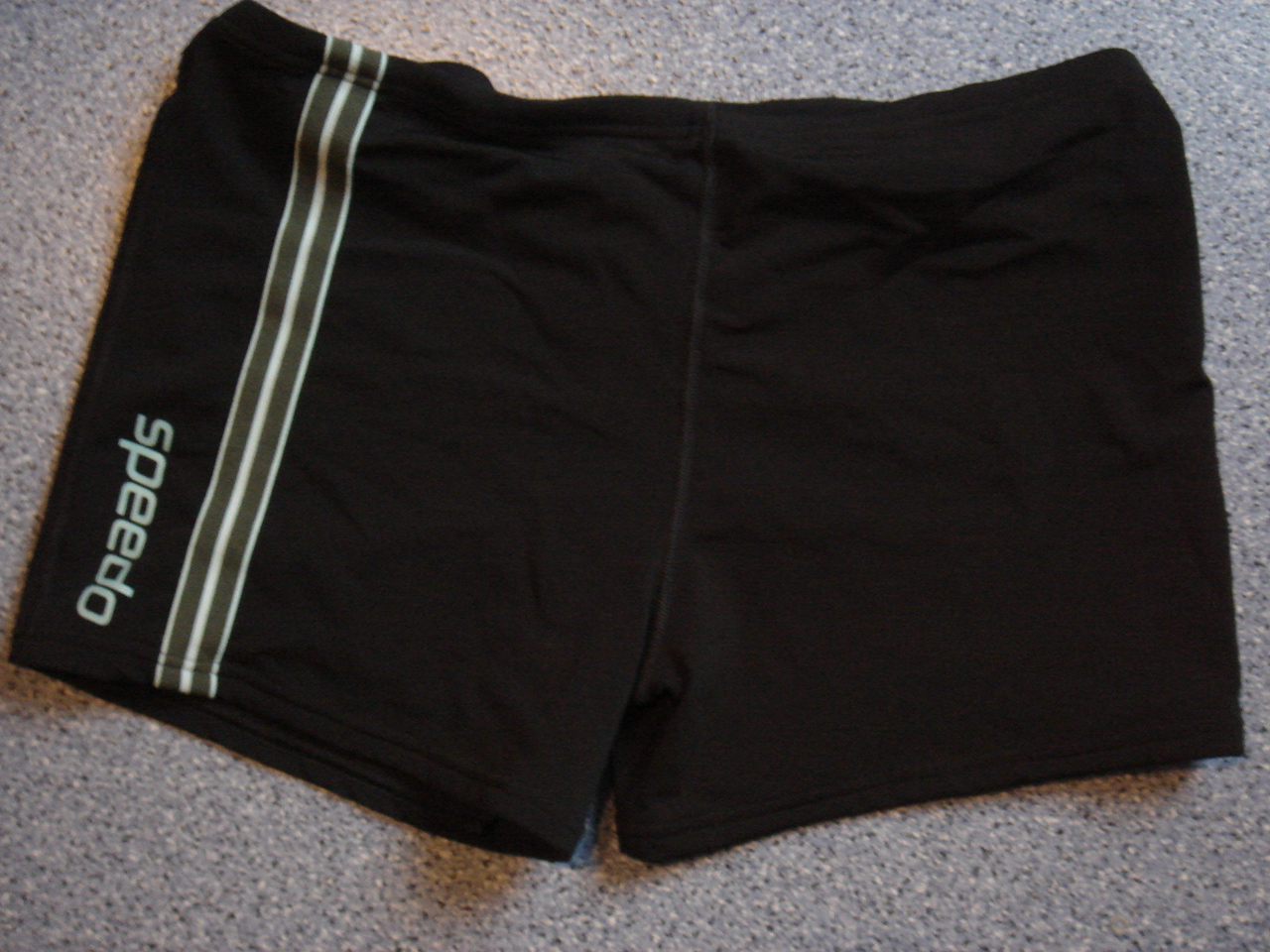
Speedo-Badehose im Retro-Stil

Speedo ist ein Schwimmartikelhersteller, dessen Geschichte bis ins Jahr 1914 zurückreicht, als das australische Unternehmen MacRae Knitting Mills versuchte, seine Produktpalette um Schwimmbekleidung zu erweitern.
Im englischen Sprachgebrauch hat sich der Markenname zu einem Synonym für Badehosen im Slip-Format entwickelt. Ein wichtiger Wettbewerber ist die italienische Arena S.p.A.

## Geschichte

### Gründung als spezialisierter Wäschehersteller
Im Jahr 1910 hatte Alexander MacRae ein Unternehmen zur Herstellung moderner Unterwäsche unter dem Namen MacRae Hosiery manufacturers gegründet.
Der Begriff Speedo wurde erstmals 1928 verwendet, als das Unternehmen die erste Schwimmbekleidung im Rennfahrer-Design auf den Markt brachte. Das Produkt wurde damals unter dem Slogan «Speed on in your Speedos» vermarktet. Während des Zweiten Weltkrieges stellte Speedo fast die gesamte Produktion auf die Herstellung von Kriegsprodukten wie Moskitonetzen um.
Nach dem Krieg nahm das Unternehmen die Produktion von Schwimmbekleidung wieder auf. Im Jahr 1955 führte Speedo Nylon in seine Stoffpalette für Schwimmartikel ein.
Die Olympischen Sommerspiele 1956 brachten für Speedo den Durchbruch mit Nylon und der Einführung der knappen Badebekleidung für Männer. Das Unternehmen expandierte international, nicht zuletzt dank der Erfolge bei den Olympischen Spielen 1968, 1972 und 1976: 70 Prozent der Medaillengewinner der Schwimmer trugen Schwimmbekleidung von Speedo.
In den 1970er und 1980er Jahren begann Speedo, neue Stoffe wie Lycra für Schwimmbekleidung zu verwenden und warb mit dem Spruch, dass diese schneller trocken als nass seien.
In den 1990er-Jahren erwarb die britische Pentland Group Speedo International, Australien, und die Mehrheit der Speedo (Europe) Ltd., knapp 30 Jahre später auch Speedo Nord Amerika.

### Entwicklungen seit den späten 1990er Jahren
In den späten 1990er Jahren führte Speedo wiederum neue Stoffe und die Produktlinien Aquablade und Fastskin ein, deren Oberfläche ähnlich einer Haifischhaut den Wasserwiderstand beim Schwimmen stark verringern kann.
Nach dem Jahrhundertwechsel bietet Speedo neben traditionellen Schnitten für Schwimmbekleidung auch Schwimmanzüge an, von denen manche nicht mehr bloß wenige Stellen des Körpers, sondern fast den vollen Körper bedecken.

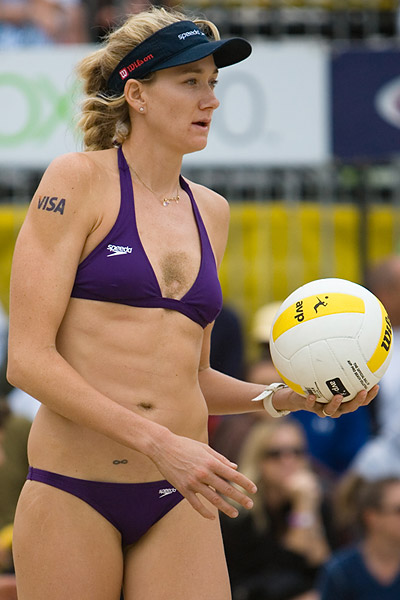
Beachvolleyballspielerin Kerri Walsh im Speedo-Anzug

In den 2010er Jahren erweiterte Speedo seine Produktpalette mit Freizeitschwimmbekleidung, Schwimmbrillen, Ohrenstöpsel, Handtüchern, Schwimmbrettern, Uhren, Sandalen und sonstiger Sportkleidung sowie Beachvolleyball- und Triathlonprodukten.
2005/06 wirkten in einer Werbekampagne olympische Schwimmer und Leichtathleten fotografiert vom US-amerikanischen Fotografen Michael Muller mit.

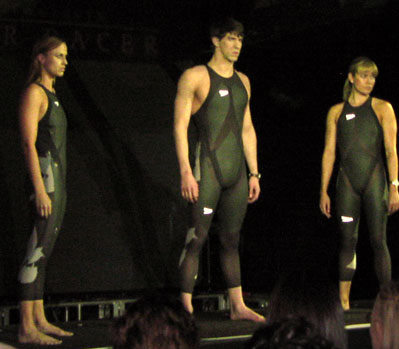
Vorstellung des LZR Racer im Jahr 2008

Aufsehen erregte Speedo zum Olympiajahr 2008 mit dem Modell LZR Racer:

Diesen Anzug hatten die NASA und verschiedene Forschungsinstitute mitentwickelt. Er führte zu einem dramatischen Verfall der erreichten Zeiten.
Laut Experten soll der Anzug eine Zeitersparnis von etwa einer halben Sekunde pro 50-Meter-Bahn einbringen. In mehreren Nationalteams gab es Kontroversen, ob die Athleten trotz existierender Sponsorenverträge zum Speedo-Modell wechseln dürfen. Stattdessen verbot die Fédération Internationale de Natation (FINA) im Jahr 2010 Schwimmanzüge in Wettbewerben.